# Матийченко, Владимир Фёдорович
Матийченко Владимир Федорович (27 мая 1931, Полтава — 16 марта 2013, Кременчуг) — советский общественный деятель, Почетный гражданин города Кременчуг, ветеран строительного дела. Награжден орденом Трудового Красного Знамени, медалями «За доблестный труд» и «Ветеран труда», Заслуженный строитель Украинской ССР.

## Биография
Находился на оккупированной территории. После возвращения отца с фронта возобновляет учебу в школе, закончил семилетку, потом — ремесленное училище.
С 1948 года начал работать слесарем паровозного депо Полтавы, с 1951 года служил в рядах Советской армии — моряк-подводник.
В 1954 году поступил в Полтавский строительный техникум, окончил его с отличием.
С 1958 года работал в строительстве в Кременчуге, начал профессиональный путь мастером.
Руководил строительным управлением «Жилстрой» с 1963 года, тогда были построены первая девятиэтажка в Кременчуге и Городской дворец культуры — 1972.
За время его руководства жилищной организацией в Кременчуге было построено 650 тысяч квадратных метров жилья, 31 учебный, 14 лечебных и 12 дошкольных учреждений, 6 культурных центров, 27 коммунальных сооружений.
В частности, руководил или принимал участие в строительстве: речного вокзала, родильного дома, здания городского совета, корпуса университета Кременчуга и машиностроительного техникума, корпус госпиталя для инвалидов и ветеранов Великой Отечественной войны.
Его сын, Игорь, тоже стал военным строителем.